# Csongrádi Mária
Csongrádi Mária (Budapest, 1926. június 6. – Budapest, 2012. március 11.) Jászai Mari-díjas magyar színházi rendező, színésznő, író.

## Életpályája
Színésznőként az Országos Színészegyesület Színészképző Iskolájában végzett 1946-ban. Pályáját a Pest Megyei Kamaraszínházban kezdte. 1948-tól a győri Kisfaludy Színház társulatának volt tagja. 1952-től az Állami Déryné Színház (Népszínház, Budapesti Kamaraszínház) művésznője. 1958-tól rendezőként dolgozott. 1966-tól főként gyermek- és ifjúsági előadásokat rendezett.
1980-tól a Népszínház Közművelődési Pódiumának szerkesztő-rendezőjeként például a szenvedélybetegségek veszélyeire hívta fel a fiatalok figyelmét, rendhagyó irodalmi műsorokat rendezett középiskolások számára. Írással is foglalkozott. 
Lánya: Csongrádi Kata színésznő.

## Díjai, elismerései
- SZOT-ezüst érem (1961)
- Szocialista Kultúráért (1963)
- Jászai Mari-díj (1966)
- SZOT-díj (1977)
- A Magyar Köztársasági Érdemrend kiskeresztje (1994)

## Rendezéseiből

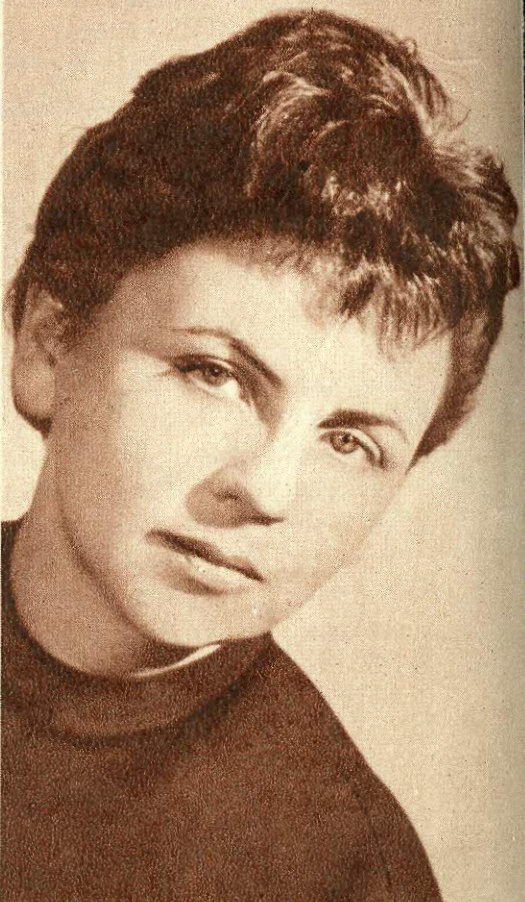
Portréja 1966-ban az Állami Déryné Színház A fejesek című kiadványában

- William Shakespeare: Szentivánéji álom
- Anton Pavlovics Csehov: A dohányzás ártalmasságáról
- Anton Pavlovics Csehov: Jubileum
- Anton Pavlovics Csehov: Hattyúdal
- Anton Pavlovics Csehov: Leánykérés
- Alekszandr Nyikolajevics Osztrovszkij: Vihar
- Friedrich Schiller: Stuart Mária
- Eugène Scribe: Egy pohár víz
- Lope de Vega: A kertész kutyája
- Hermann Gressieker: VIII. Henrik és hat felesége
- Charles Dickens: Twist Oliver
- George Bernard Shaw: Pygmalion
- Jaroslav Hašek: Svejk
- Jókai Mór: Mire megvénülünk
- Jókai Mór: Az arany ember
- Jókai Mór: Az új földesúr
- Jókai Mór - Ráby Mátyás: Rab Ráby
- Szigligeti Ede: A cigány
- Szigligeti Ede: Szökött katona
- Molnár Ferenc: A doktor úr
- Molnár Ferenc: A Pál utcai fiúk
- Heltai Jenő: A néma levente
- Bródy Sándor: A tanítónő
- Tamási Áron: Búbos vitéz
- Jékely Zoltán: Mátyás király juhásza
- Barta Lajos: Szerelem
- Hollós Korvin Lajos: Pázmán lovag
- Gáspár Margit: Az állam én vagyok
- Gáspár Margit: Kilépek a történelemből
- Gerencsér Miklós: Ferde ház
- Gyárfás Miklós: Dinasztia
- Tabi László: Enyhítő körülmény
- Tabi László: Különleges világnap
- Kállai István: Majd a papa
- Örsi Ferenc: Láthatatlan szerelem
- Csongrádi Kata: Téves kapcsolás
- Csongrádi Kata: Sissy és én
- Franz Schubert: Három a kislány
- Eisemann Mihály: Bástyasétány 77.
- Eisemann Mihály: Én és a kisöcsém
- Huszka Jenő: Mária főhadnagy
- Ábrahám Pál: Viktória
- Ábrahám Pál: Bál a Savoyban
- Kálmán Imre: Marica grófnő
- Lehár Ferenc: Vándordiák
- Szirmai Albert: Mézeskalács
- Kacsóh Pongrác: János vitéz
- Szirmai Albert - Bakonyi Károly: Mágnás Miska
- Pavel Kohout: Ilyen nagy szerelem
- Mark Twain: Koldus és királyfi
- Mark Twain: Tom úrfi kalandjai (Tom Sawyer)
- Carlo Collodi - Litvai Nelli: Pinokkió
- Grimm fivérek: Csipkerózsika
- Képes Géza: Mese a halászlányról
- Sármándi Pál - Dénes Margit: Peti kalandjai
- Sármándi Pál - Dénes Margit: Peti vigyázz!
- Sármándi Pál - Dénes Margit: Szervusz, Peti
- Sármándi Pál - Dénes Margit: Peti meg a róka
- Sármándi Pál: Peti három kívánsága
- Dávid Rózsa: Albérlő a fürdőkádban

## Színházi szerepeiből
- Borisz Andrejevics Lavrenyov: Amerika hangja... Mrs. Kidd
- Hámos György: Aranycsillag... Terka
- Franz Schubert: Három a kislány... Médi
- Molnár Ferenc: Pál utcai fiúk... Nemecsek anyja
- Mark Twain: Tom úrfi kalandjai (Tom Sawyer)... Harperné

## Műveiből
- A hercegnő és a varázsló (Hököm Színház – Gutenberg Művelődési Otthon, 1985. október 11.)
- Ali Baba és a rablók (Hököm Színház – Gutenberg Művelődési Otthon, 1986. március 11.)